# Sigrid Wasastjerna
Sigrid Maria Wasastjerna, född den 28 juni 1862 i Helsingfors i Finland, död där den 28 juni 1909, var en finländsk poet. Hon skrev sina verk på svenska. 
Sigrid Wasastjerna var dotter till ingenjören och senatorn Alfred Edgar Wasastjerna (1821–1906) av finska adelsätten Wasastjerna och Maria Adelaide Boÿ (1831–1908). Hon var syster till Knut Wasastjerna.